# Куп Србије у фудбалу 2013/14.
Куп Србије у фудбалу 2013/14. је осмо такмичење организовано под овим називом од стране Фудбалског савеза Србије.

## Пропозиције такмичења
Пропозицијама завршног дела такмичења за Куп Србије у фудбалу 2013/14. донетих од стране Извршног одбора Фудбалског савеза Србије предвиђено је да у завршном делу такмичења учествују:
- 16 (шеснаест) клубова Суперлиге Србије,
- 18 (осамнаест) клубова Прве лиге,
- 5 (пет) клубова победника такмичења за Фудбалски куп Србије организованих у оквиру Фудбалских савеза покрајина, региона и ФС Београда.

У завршно такмичење укључују се и клубови који су у завршеном такмичењу за 2012/13. годину испали у нижи степен такмичења - Прву лигу и одговарајуће Српске лиге. На основу ових критеријума у завршно такмичење пласирало се 39 клубова, па је потребно да се одигра 7 утакмица предтакмичења да би се такмичење свело на 32 клуба учесника шеснаестине финала.

### Календар такмичења
- Претколо: 4. септембар 2013.
- Шеснаестина финала: 25. септембар 2013.
- Осмина финала: 30. октобар 2013.
- Четвртина финала: 4. децембар 2013.
- Полуфинале: 26. март 2014. (I утак.), 9. април 2014. (II утак.)
- Финале: 7. мај 2014.

## Претколо
У претколу одиграном 4. септембра 2013. године састали су се победници куп такмичења по регионима и најслабије пласиране екипе из прошле сезоне у Првој лиги Србије. Игра се једна утакмица код првоименоване екипе. У случају нерешеног резултата после регуларног тока утакмице, одмах се изводе једанаестерци. Резултати постигнути након извођења једанаестераца приказани су у загради.
| Утак. | Клуб, Место                 | Резултат  | Клуб, Место           |
| ----- | --------------------------- | --------- | --------------------- |
| 1.    | Мокра гора, Зубин Поток     | 1:2       | Слога, Краљево        |
| 2.    | ИМ Раковица, Београд        | 0:0 (5:4) | Раднички, Нова Пазова |
| 3.    | Партизан, Бумбарево Брдо    | 3:1       | Колубара, Лазаревац   |
| 4.    | Прва петолетка, Трстеник    | 1:0       | Тимок, Зајечар        |
| 5.    | Раднички, Сремска Митровица | 1:1 (3:2) | Инђија, Инђија        |
| 6.    | Нови Сад, Нови Сад          | 0:0 (4:5) | Банат, Зрењанин       |
| 7.    | Младеновац, Младеновац      | 0:1       | Телеоптик, Београд    |

## Шеснаестина финала
Жреб парова шеснаестине финала Купа Србије у сезони 2013/14. обављен је 12. септембра 2013. године.
Сви мечеви су одиграни 25. септембра 2013. године. Игра се једна утакмица код првоименоване екипе. Према пропозицијама такмичења, уколико се утакмица заврши нерешеним резултатом, одмах ће се изводити једанаестерци. Резултати постигнути након извођења једанаестераца приказани су у загради.
| Утак. | Клуб, Место                 | Резултат    | Клуб, Место              |
| ----- | --------------------------- | ----------- | ------------------------ |
| 1.    | Партизан, Београд           | 2:0         | Металац, Горњи Милановац |
| 2.    | Борац, Чачак                | 2:1         | Рад, Београд             |
| 3.    | Прва петолетка, Трстеник    | 0:2         | Нови Пазар, Нови Пазар   |
| 4.    | Раднички 1923, Крагујевац   | 1:0         | Банат, Зрењанин          |
| 5.    | Партизан, Бумбарево Брдо    | 0:3         | Спартак, Суботица        |
| 6.    | Раднички, Сремска Митровица | 0:2         | Доњи Срем, Пећинци       |
| 7.    | Телеоптик, Београд          | 0:3         | Слобода Поинт, Ужице     |
| 8.    | Пролетер, Нови Сад          | 0:3         | Црвена звезда, Београд   |
| 9.    | Слога, Краљево              | 1:1 (2:3)   | Војводина, Нови Сад      |
| 10.   | Младост, Лучани             | 0:0 (3:4)   | ОФК Београд, Београд     |
| 11.   | Напредак, Крушевац          | 2:1         | Јавор, Ивањица           |
| 12.   | ИМ Раковица, Београд        | 1:4         | Јагодина, Јагодина       |
| 13.   | Смедерево, Смедерево        | 0:1         | Чукарички, Београд       |
| 14.   | БСК Борча, Београд          | 0:1         | Јединство Путеви, Ужице  |
| 15.   | Бежанија, Београд           | 0:2         | Раднички, Ниш            |
| 16.   | Вождовац, Београд           | дир. прол.1 | -                        |

1 Након одустајања Хајдука из Куле од такмичења остало је упражњено једно место у шеснаестини финала. Одлучено је да клуб који приликом жреба остане без додељеног противника оствари директан пласман у осмину финала, а ту срећу имао је Вождовац.

## Осмина финала
Жреб парова осмине финала Купа Србије у сезони 2013/14. обављен је 8. октобра 2013. године.
Сви мечеви су одиграни 30. октобра 2013. године. Игра се једна утакмица код првоименоване екипе. Према пропозицијама такмичења, уколико се утакмица заврши нерешеним резултатом, одмах ће се изводити једанаестерци. Резултати постигнути након извођења једанаестераца приказани су у загради.
| Утак. | Клуб, Место            | Резултат  | Клуб, Место               |
| ----- | ---------------------- | --------- | ------------------------- |
| 1.    | Раднички, Ниш          | 0:3       | Партизан, Београд         |
| 2.    | Спартак, Суботица      | 2:0       | Напредак, Крушевац        |
| 3.    | Слобода Поинт, Ужице   | 2:0       | Вождовац, Београд         |
| 4.    | ОФК Београд, Београд   | 2:1       | Јединство Путеви, Ужице   |
| 5.    | Доњи Срем, Пећинци     | 2:0       | Борац, Чачак              |
| 6.    | Војводина, Нови Сад    | 0:0 (3:0) | Нови Пазар, Нови Пазар    |
| 7.    | Чукарички, Београд     | 0:2       | Јагодина, Јагодина        |
| 8.    | Црвена звезда, Београд | 3:0       | Раднички 1923, Крагујевац |

## Четвртфинале
Жреб парова четвртине финала Купа Србије у сезони 2013/14. обављен је 11. новембра 2013. године.
Сви мечеви су одиграни 4. децембра 2013. године. Игра се једна утакмица код првоименоване екипе. Према пропозицијама такмичења, уколико се утакмица заврши нерешеним резултатом, одмах ће се изводити једанаестерци. Резултати постигнути након извођења једанаестераца приказани су у загради.
| Утак. | Клуб, Место            | Резултат | Клуб, Место          |
| ----- | ---------------------- | -------- | -------------------- |
| 1.    | Црвена звезда, Београд | 1:3      | Војводина, Нови Сад  |
| 2.    | Спартак, Суботица      | 2:0      | Партизан, Београд    |
| 3.    | Јагодина, Јагодина     | 4:1      | Доњи Срем, Пећинци   |
| 4.    | Слобода Поинт, Ужице   | 0:2      | ОФК Београд, Београд |

## Полуфинале
Жреб парова полуфинала Купа Србије у сезони 2013/14. обављен је 17. децембра 2013. године.

### Прва утакмица
| Војводина     | 1 : 0 | Спартак Суботица |
| ------------- | ----- | ---------------- |
| Гаћиновић 59’ |       |                  |

| ОФК Београд | 1 : 2 | Јагодина                     |
| ----------- | ----- | ---------------------------- |
| Гајић 17’   |       | Леповић 2’ · Арсенијевић 62’ |

### Друга утакмица
| Спартак Суботица | 0 : 1 | Војводина            |
| ---------------- | ----- | -------------------- |
|                  |       | Милинковић-Савић 75’ |

| Јагодина              | 2 : 0 | ОФК Београд |
| --------------------- | ----- | ----------- |
| Ђурић 37’ · Пешић 54’ |       |             |

## Финале
| Војводина                | 2 : 0 | Јагодина |
| ------------------------ | ----- | -------- |
| Аливодић 40’ · Бабић 52’ |       |          |

| Победник Купа Србије у фудбалу 2013/14. |
| --------------------------------------- |
| ФК Војводина 1. титула                  |